# Delling
Delling – w mitologii nordyckiej bóg zmierzchu. Trzeci mąż Nótt (Nocy). Ojciec Daga (Dnia).